# Палаццо Бонапарте
Палаццо Бонапарте (итал. Palazzo Bonaparte) — дворец (палаццо) в Риме на Площади Венеции (Пьяцца Венеция) в районе Пинья. Ранее назывался Палаццо Д’Асте Ринуччини (итал. Palazzo D'Aste Rinuccini).

## История

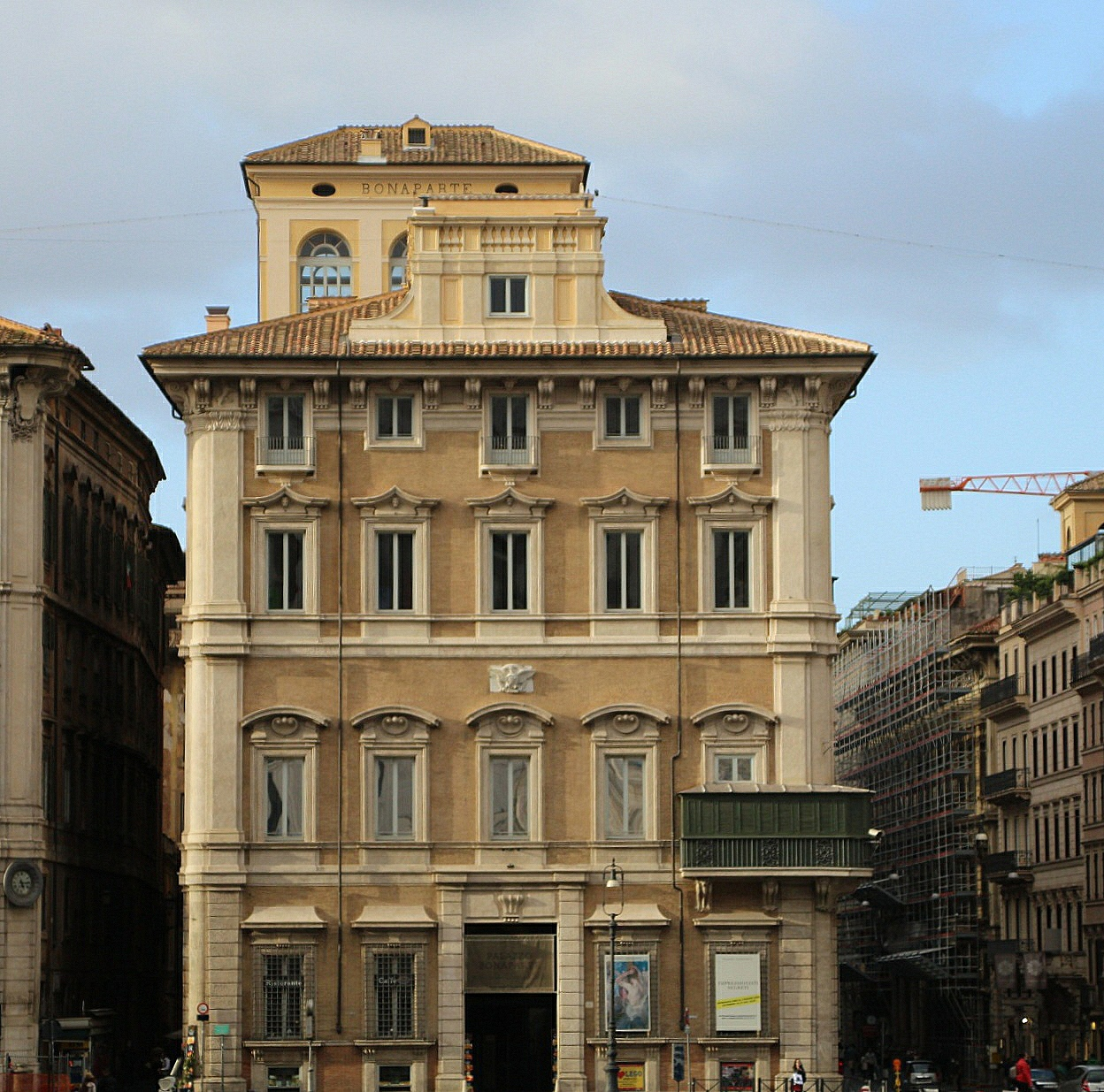
Палаццо Бонапарте. Южный фасад

Дворец построен между 1657 и 1677 годами по проекту архитектора Джованни Антонио Де Росси по заказу маркизов Джузеппе и Бенедетто Д’Асте Ринуччини. Мало что известно об истории здания в последующем до 1760 года, когда оно перешло к флорентийскому дворянину Фолько Ринуччини, третьему маркизу Базеличе.
Позднее дворец сменил нескольких владельцев. В 1818 году его приобрела за 27 000 золотых пиастров Мария Летиция Рамолино, мать Наполеона Бонапарта, и проживала в нём вместе со своим сводным братом, кардиналом Жозефом Фешем, до своей смерти в 1836 году.
Феш, который в годы правления Наполеона (1799—1814, 1815) из простого священника стал кардиналом, активно поддерживал папу Римского Пия VII в ходе его размолвки с Наполеоном. После того как Наполеон в 1815 году был вынужден удалиться в изгнание, его родственникам было запрещено проживать во Франции. Жозеф Бонапарт уехал в США, Жером Бонапарт воспользовался покровительством тестя — короля Вюртемберга, а кардинал Феш и Летиция Рамолино, надеясь на ответное заступничество папы, выехали в Рим, где были любезно приняты. Во дворце они прожили несколько десятилетий, а их наследники (потомки Люсьена Бонапарта) принцы Канино и Мусиньяно, продали его в 1905 году маркизам Мишьятелли; с 1972 года здание перешло к страховой компании «INA Assitalia», а в 2013 году было приобретено компанией «Assicurazioni Generali».
В период с 2017 по 2019 год в рамках программы «Valore e Cultura» после реставрации и реконструкции здания компания «Arthemisia», занимающаяся организацией выставок, открыла здесь своё представительство.

## Архитектура
Здание имеет два главных фасада, обращённых на Пьяцца Венеция (южный) и на Виа дель Корсо (восточный), сохраняя главный вход, состоящий из простого прямоугольного портала, на центральной римской площади. Фасад, обращённый к площади, оформлен в «классическом римском стиле» с ордерными членениями, изящными наличниками окон, пилястрами по углам и бельведером наверху с надписью: «Bonaparte» (и «De Aste» на боковых сторонах).
Второй «благородный этаж» (piano nobile) перемежается пятью окнами с изогнутыми тимпанами, центральное окно увенчано гербом Бонапарта ди Канино, поддерживаемым орлом. Хорошо известный крытый угловой балкон, называемый «пьявка» (mignanо) или «напёрсток» (bussolotto), представляет собой более позднее дополнение.

## Интерьер
Парадные комнаты дворца украшены фресками и лепниной XVIII века, выполненными по заказу семьи Ринуччини.